# 오키 다카토
오키 다카토(大木喬任)는 사가번사출신 일본 제국의 정치인이다. 작위는 백작. 정2위 훈1등. 사가 7현인 중 한 사람이다.